# Arthur W. MacMahon
Arthur W. MacMahon (* 1890; † 1980 in Kennett Square) war ein US-amerikanischer Politikwissenschaftler, der 1946/47 als Präsident der American Political Science Association (APSA) amtierte. Zu diesem Zeitpunkt war er Eaton Professor of Public Administration der Columbia University, an der er auch seine akademische Ausbildung erhalten hatte: Bachelor-Abschluss 1912, Master-Examen 1913 und Promotion zum PH.D. 1923.
1959 wurde MacMahon in die American Academy of Arts and Sciences gewählt.

## Schriften (Auswahl)
- Administering federalism in a democracy. Oxford University Press, New York 1972.
- Delegation and autonomy. Asia Pub. House, Bombay/New York 1961.
- Federalism, mature and emergent. Doubleday, New York 1955.
- Administration in foreign affairs. University of Alabama Press, Tuscaloosa 1953.
- The statutory sources of New York city government. M. B. Brown Printing & Binding Co., New York 1923.